# Macy's (enseigne)
Pour les articles homonymes, voir Macy's.
Macy's, Inc., anciennement Federated Department Stores, Inc., est une entreprise américaine, holding de grands magasins, basée à Cincinnati dans l'Ohio. Elle compte près de 850 magasins aux États-Unis.
En janvier 2014, la firme supprime 2500 postes.
En janvier 2015, la firme annonce la fermeture de 14 magasins, soit la suppression de 1343 emplois. Une suppression de 300 emplois supplémentaires est aussi prévue dans le service marketing, dont une bonne partie à New York. Cette suppression sera effective au printemps 2015.
Le 8 décembre 2017, Macy's Inc. annonce le départ de son président exécutif et l'ancien directeur général Terry Lundgren.